# 攻陷雪城

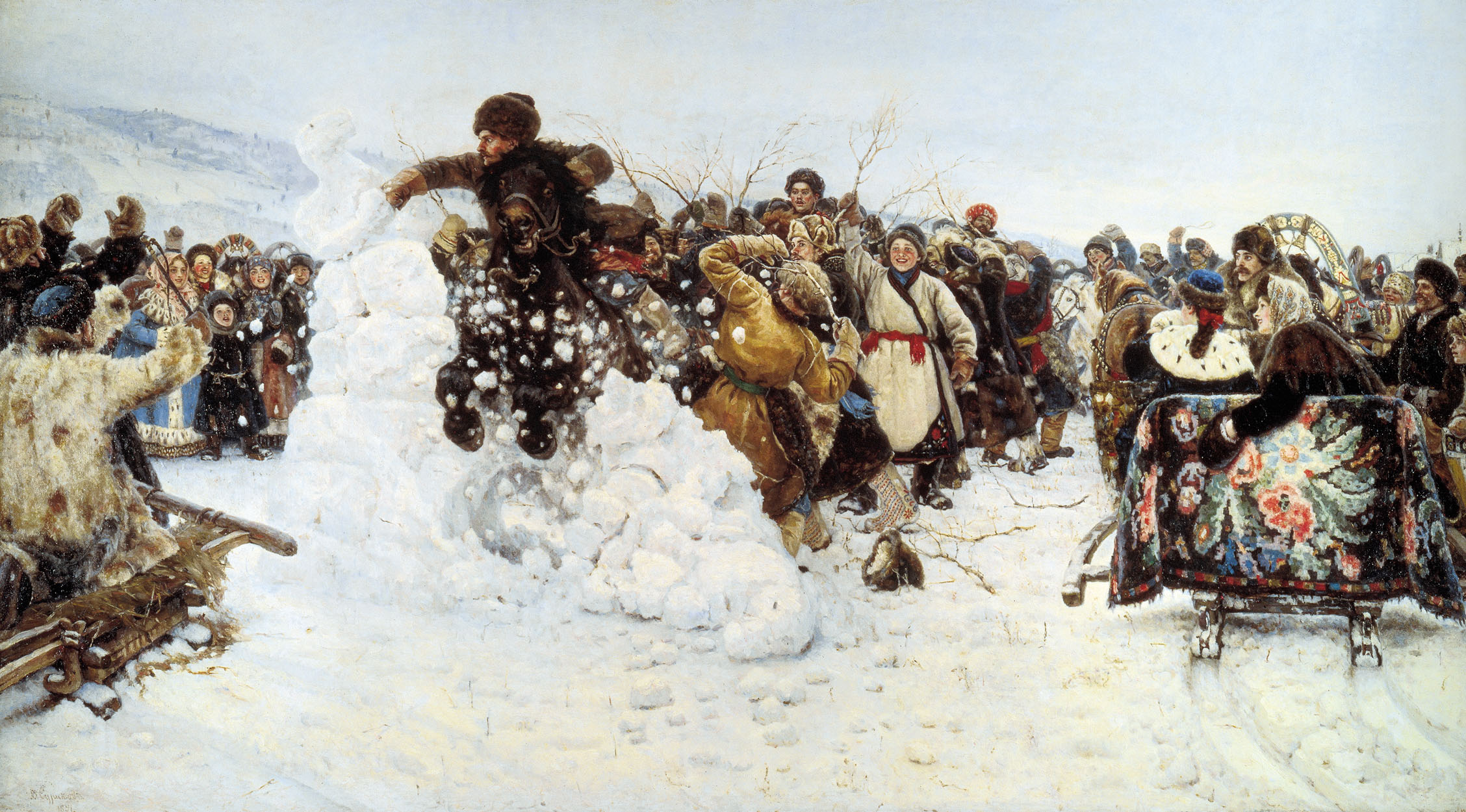

《攻陷雪城》（俄语：Взятие снежного городка）是俄国画家瓦西里·伊万诺维奇·苏里科夫（1848—1916）于1891年创作完成的油画。
现存于俄罗斯圣彼得堡的俄罗斯博物馆，库存号 q-4235。尺寸为156 × 282 厘米。
这幅画生动描绘了在西伯利亚流行的一种哥萨克游戏，通常在谢肉节的最后一天进行。在克拉斯诺亚尔斯克长大的瓦西里·伊万诺维奇·苏里科夫曾在童年时代多次目睹。
评论家弗拉基米尔·瓦西里耶维奇指出，这可能是苏里科夫最杰出的画作之一。艺术史学家弗拉基米尔·凯梅诺夫称《攻陷雪城》欢乐而活泼的画面，完美地传达了西伯利亚人对游戏的真诚魅力，其中储备巨大的英雄力量。艺术家和评论家谢尔盖·戈卢舍夫认为这幅画是苏里科夫作品的高潮点。